# 高吉巴托尔
高吉巴托尔，是匈牙利包尔绍德-奥包乌伊-曾普伦州所辖的一个村。总面积18.77平方公里，总人口233，人口密度12.4人/平方公里（2011年1月1日）。